# Ole Glahn
Ole Glahn (født 18. marts 1947 i Hillerød) er en dansk forhenværende landmand, rektor og politiker, der var medlem af Folketinget for Radikale Venstre fra 2005 til 2007 for Vestsjællands Amtskreds. Han var opstillet i Holbækkredsen.
Glahn var borgmester, valgt på en lokalliste, i den forhenværende Bjergsted Kommune fra 1986 til 1994 og fortsatte derefter som almindeligt medlem af kommunalbestyrelsen til 2006. Fra 2007 til 2021 var han medlem af kommunalbestyrelsen i Kalundborg Kommune valgt for Radikale Venstre. Han valgte at fratræde pr. 1. april 2021 efter 34 år i kommunalpolitik grundet alder. Glahn var tillige medlem af amtsrådet i Vestsjællands Amtskommune fra 1994 til 2001.
Som medlem af Folketinget har han været kommunalordfører, landbrugs- og fiskeriordfører, landsby- og ø-ordfører, dyrevelfærdsordfører.
Glahn er cand.scient.pol. fra Aarhus Universitet 1966-1974. Han underviste på Holbæk Seminarium fra 1974 og var rektor for Seminariet 2001-2005. Fra 1985 til 2000 var han også landmand i Viskinge.

## Privat
Privat har Ole Glahn været gift med Ann Glahn siden 1971, og sammen har de to børn.